# Базиз Ор
Базиз Ор (фр. Bazus-Aure) насеље је и општина у јужној Француској у региону Миди Пирене, у департману Горњи Пиринеји која припада префектури Бањер де Бигор.
По подацима из 2011. године у општини је живело 135 становника, а густина насељености је износила 69,23 становника/km². Општина се простире на површини од 1,95 km². Налази се на средњој надморској висини од 777 метара (максималној 1.504 m, а минималној 755 m).

## Демографија
| 1962. | 1968. | 1975. | 1982. | 1990. | 1999. | 2011. |
| ----- | ----- | ----- | ----- | ----- | ----- | ----- |
| 118   | 122   | 101   | 112   | 112   | 118   | 135   |

График промене броја становника у току последњих година